# Canh Thuận
Canh Thuận là một xã thuộc huyện Vân Canh, tỉnh Bình Định, Việt Nam.
Xã Canh Thuận có diện tích 83,14 km², dân số năm 2002 là 2115 người, mật độ dân số đạt 25 người/km².

## Hành chính
Xã Canh Thuận được chia thành 8 đvhc (1 thôn, 7 làng):
- 1 thôn: Kinh Tế.
- 7 làng: Hà Lũy, Hà Văn Dưới, Hà Văn Trên, Hòn Mẻ, Kà Bưng, Kà Te, Kà Xim.